# Perbella
Perbella, monotipski rod crvenih algi iz porodice Hymenocladiaceae, dio reda Rhodymeniales. Jedina vrsta je P. minuta, morska alga uz obalu Australije i Fidžija; tipski lokalitet je kod Port Phillip Headsa u državi Victoria

## Sinonimi
- Erythrymenia minuta Kylin